# لوامیزول
لوامیزول (به انگلیسی: Levamisole)
رده درمانی: داروهای ضد انگل
اشکال دارویی: قرص، شربت

## موارد مصرف
لوامیزول داروی ضد انگلی است که در درمان برخی عفونت های کرمی مثل آسکاریس کاربرد دارد
از دیگر کاربردهای این دارو می‌شود به تحریک سیستم ایمنی بدن در برابر عفونت های باکتریایی و قارچی نام برد که معمولاً توسط
پزشکان استفاده می‌شود.

## مکانیسم اثر
با فلج کردن عضلات کرم موجب دفع آن می شود

## عوارض جانبی
اسهال، طعم فلزی دردهان، تهوع، ورم و درد مفاصل، اضطراب، گیجی و سردرد، بی خوابی، خارش و التهاب پوستی، تهوع، اختلالات عصبی و کبدی،تب